# Gymnopilus marginatus
Gymnopilus marginatus là một loài nấm thuộc họ Cortinariaceae.